# First Step (musikalbum)
First Step är det svenska punkbandet Sobers debutalbum, utgivet på Birdnest Records 1994. Låten "Itch" fanns även med på bandets debut-EP, Blowjob.

## Låtlista
1. "The Third Phase"
2. "Itch"
3. "Shudder"
4. "Tryin'"
5. "Robert"
6. "E"
7. "Sometime to Think"
8. "No One Like Me"
9. "Friends"
10. "Nothing"
11. "The Way I Feel a Sunday Morning"
12. "Tired"
13. "Sick and Tired"

### Fotnoter
1. ↑  ”First Step”. Discogs.com. http://www.discogs.com/Sober-First-Step/release/2035477. Läst 31 mars 2012.
2. ↑  ”Blowjob”. Discogs.com. http://www.discogs.com/Sober-Blowjob/release/3348516. Läst 31 mars 2012.